# Sân bay quốc tế Berlin-Brandenburg
Sân bay quốc tế Berlin-Brandenburg (tiếng Đức: Flughafen Berlin Brandenburg International) là tên một sân bay mới đang được xây ở Đức, khi hoàn thành sẽ là sân bay hiện đại nhất châu Âu), sân bay này sẽ sử dụng một số hạ tầng của sân bay hiện hữu Sân bay Berlin-Schönefeld (Flughafen Berlin Schönefeld) ở Schönefeld, Đức, tọa lạc gần Berlin, thời gian hoàn thành dự kiến vào năm 2011.
Sân bay quốc tế Berlin-Brandenburg sẽ thay thế ba sân bay ở Berlin. Sân bay Berlin-Tempelhof đóng cửa năm 2008, và sân bay Berlin Tegel cũng sẽ bị đóng cửa. Hạ tầng nhà ga của Sân bay hiện tại, sân bay Berlin-Schönefeld sẽ được đóng cửa và một số hạ tầng của sân bay này sẽ được hợp nhất vào khu vực mở rộng sân bay về phía nam. Sân bay mới được xây sẽ sử dụng đường băng nay là nam nhưng sau này là bắc. Vì lý do quy định kiểm soát tiếng ồn, các chuyến bay từ nửa đêm đến 5h sáng sẽ bị cấm. Tổng chi phí xây sân bay mới là 2,5 tỷ euro. Giai đoạn đầu sân bay mới sẽ có công suất thiết kế từ 30-50 triệu lượt khách mỗi năm, với tổng diện tích 1470 ha.

## Quy hoạch và xây dựng

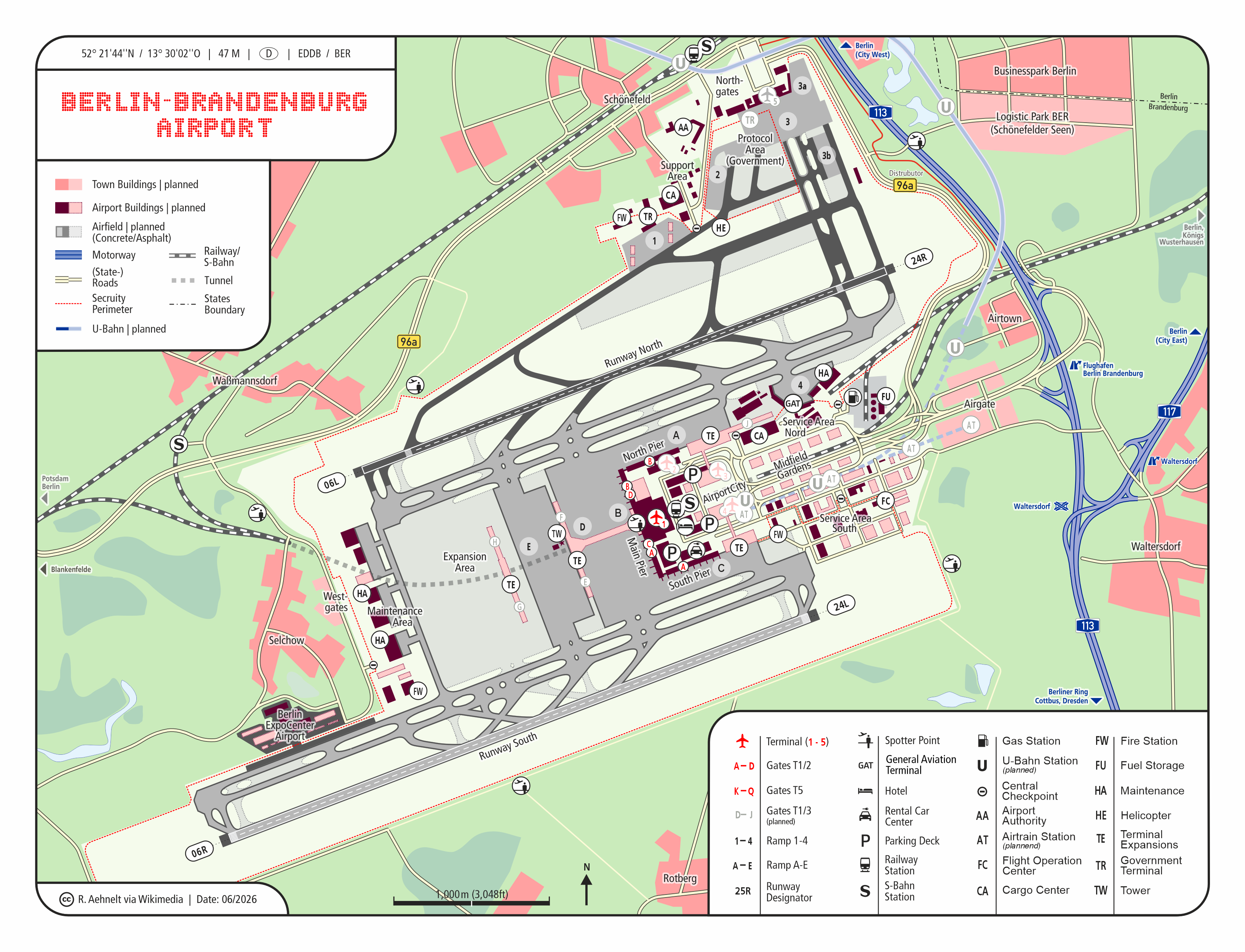
BER 2012

Lý do hàng đầu để xây dựng sân bay mới là nâng công suất sân bay ở khu vực Berlin-Brandenburg do 3 sân bay hiện hữu đã hoạt động quá công suất thiết kế. Nghị quyết về quy hoạch không gian sân bay đã được soạn thảo ngày 13/8/2003. 
Năm 2007, có tổng cộng 20 triệu lượt khách thông qua 3 sân bay Berlin. Sân bay Tegel chỉ có công suất thiết kế 9,5 triệu lượt khách nhưng đã phục vụ 13 triệu lượt khách vào năm 2007. Giai đoạn đầu của sân bay mới dự kiến hoàn thành cuối năm 2011 với công suất ban đầu 30 triệu lượt khách mỗi năm. Các nhà ga bổ sung đã được đưa vào bản quy hoạch để tổng công suất sân bay mới đạt 50 triệu lượt khách mỗi năm.

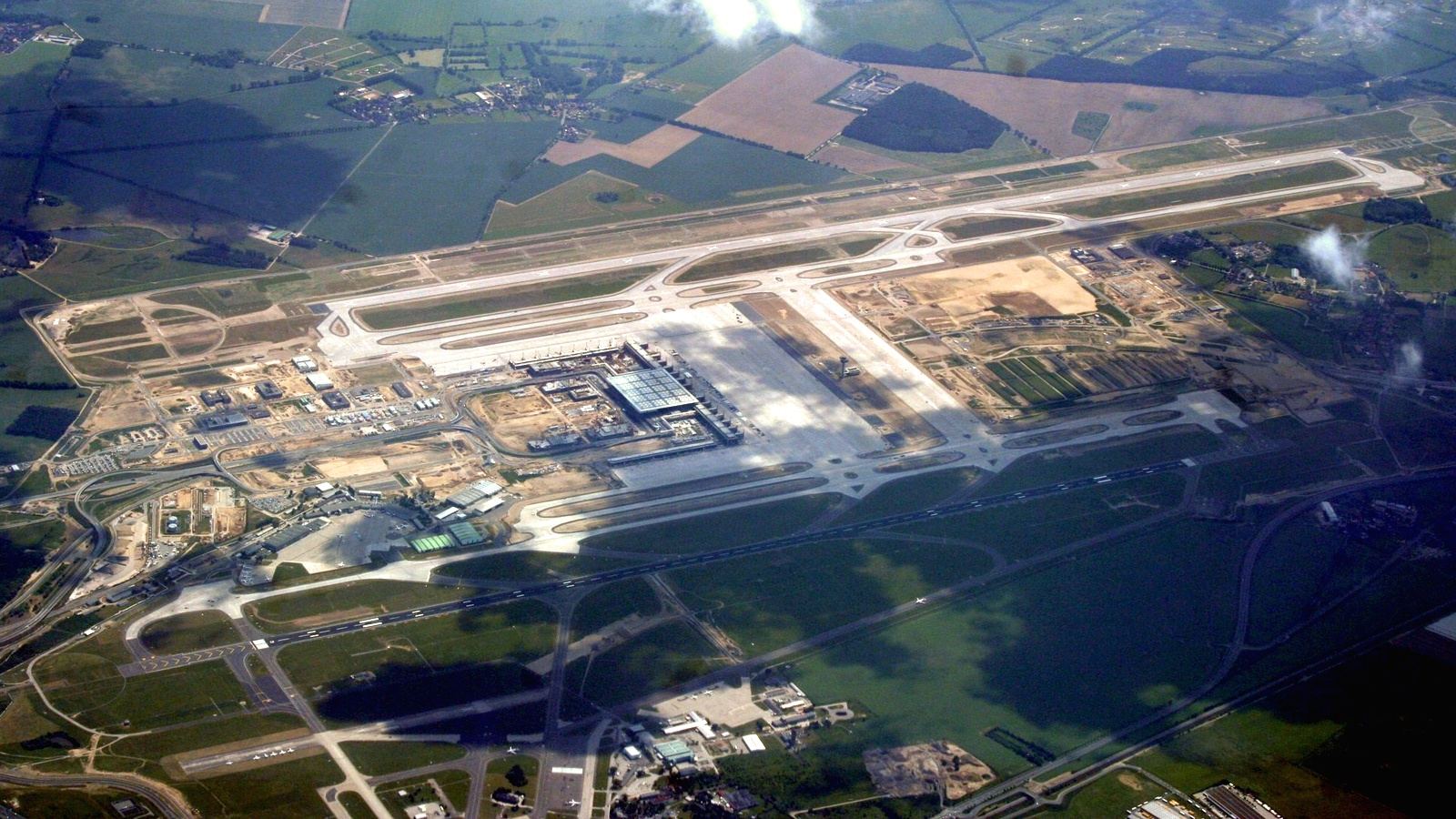
Công trường thời điểm tháng 7 năm 2011.

Các nhà ga sẽ nằm giữa hai đường băng.
Kế hoạch xây dựng này ban đầu gặp phải nhiều trở ngại, chưa thể thực hiện được bởi sự phản đối của nhiều người dân cư ngụ tại chỗ. Những người này đã nộp đơn kiện chống lại dự án xây dựng cảng hàng không thủ đô này. Vào ngày 16 tháng 3 năm 2006 Tòa án Hành chánh Liên bang tại Leipzip đã cho phép xây dựng cảng hàng không lớn này dưới nhiều điều kiện hạn chế. Vì thế nên có thể bắt đầu khởi công xây dựng vào ngày 5 tháng 9 năm 2006 và vẫn còn đang tiếp tục xây dựng.